# Joseph Howe
Pour les articles homonymes, voir Howe.
Joseph Howe (13 décembre 1804-1er juin 1873) est un propriétaire de journal et homme politique fédéral canadien et provincial de la Nouvelle-Écosse.

## Biographie
Joseph Howe est né d'un père très loyaliste, d'où son affection pour ce qui se rattachait à la Grande-Bretagne et à son empire. À l'âge de 23 ans, il fit l'acquisition du Novascotian pour lequel il rapporta les débats de la Chambre d'Assemblée de la Nouvelle-Écosse avant de parcourir l'ensemble de la province pour écrire sur sa géographie et sa population.
En 1835, il fut inculpé pour sédition après avoir déclaré que les politiciens et les policiers d'Halifax dilapidaient les fonds publics à leurs profits. Après avoir adressé un vibrant témoignage à propos de la liberté de la presse au Canada, il fut acquitté par les jurés.
L'année suivante, il devint député provincial de la circonscription du comté d'Halifax jusqu'en 1851 avant de devenir député de comté de Cumberland. Alors député, il fut l'un des principaux responsables de l'acquisition que fit la Nouvelle-Écosse en 1848 du tout premier gouvernement responsable parmi l'ensemble des colonies britanniques. De 1860 à 1863, il fut Premier ministre de la Nouvelle-Écosse. Entre 1866 et 1868, il mena sans succès un combat contre l'élaboration de la Confédération canadienne. Ne réussissant pas à persuader le gouvernement britannique, Howe décida de joindre le cabinet de John A. Macdonald en 1869. Pendant qu'il servait comme ministre, il joua un rôle majeur pour permettre l'entrée du Manitoba dans l'Union. En 1873, il devint le second lieutenant-gouverneur de la Nouvelle-Écosse depuis la Confédération. Il décéda après trois semaines en fonction et fut enterré au Cimetière de Camp Hill à Halifax.